# Estádio Elias Gadia
O Estádio Elias Gadia, antigo Estádio Elias Gadia, é um estádio localizado no município de Campo Grande, no estado de Mato Grosso do Sul. Está localizado no bairro Taveirópolis numa praça, que recebeu ainda iluminação especial que permite o funcionamento do local no período noturno. Possui um amplo espaço de lazer com quadra poliesportiva, playground, áreas de descanso com bancos, pista de caminhada, campo de futebol society e quadras de areia para a prática de futebol e volei de areia. O estádio é um espaço de lazer aberto à população para a prática de atividades esportivas, eventos musicais e outras ações realizadas pela comunidade local.       